# Dufleuve
Edmond Albert Bouchaud dit Dufleuve, est un auteur et chanteur français né le 15 décembre 1870 à Rovigo (Algérie) et mort le 23 octobre 1945 à Enghien-les-Bains (Val-d'Oise). 
C'est le frère de l'actrice Polaire.

## Biographie
Son père, né à Hussein Dey et dont la famille est originaire des Essards (Charente-Maritime), s'appelle François Bouchaud, il est propriétaire de voitures. Sa mère, couturière, est Lucile Milandre, née à Clamecy (Nièvre). Ils se sont mariés le 26 mars 1870 à Alger.
Dufleuve se destine tout d'abord à la sculpture[réf. nécessaire] avant de débuter au café-concert à Alger, puis à Paris. Il chante à L'Européen, à Parisiana, à la Scala et aux Ambassadeurs. Il écrit de nombreuses chansons pour Dranem, Maurice Chevalier, Fréhel, Vilbert (comique-troupier), et surtout Polin. Dufleuve crée un personnage surnommé Le Bocquillon comique, sorte de fantassin jovial.
De 1906 à 1914, il se produit à l'Alcazar d'été. Sa carrière se prolonge jusqu'au milieu des années 1930.
Il est l'auteur de Elle était souriante, succès de Montel, qui fait partie du patrimoine chansonnier.

## Répertoire et œuvres
Un catalogue des éditions Marcel Labbé, au recto du petit format de la chanson, propose 37 chansons.

### Postérité
Serge Gainsbourg a chanté La Coco que Dufleuve écrivit pour Andrée Turcy en 1914 et qu'avait repris Fréhel en 1930.